# Pfungstadtbahn
Koordinaten: 49° 48′ 46,8″ N, 8° 37′ 30,4″ O
| Bombardier Itino der Vias nach der Abfahrt in Pfungstadt |                               |                                       |                                       |
| Streckennummer (DB): | 3543                          |                                       |                                       |
| Kursbuchstrecke (DB): | 650.1 317n (1946) 315d (1955) |                                       |                                       |
| Streckenlänge: | 1,761 km                      |                                       |                                       |
| Spurweite: | 1435 mm (Normalspur)          |                                       |                                       |
| Streckenklasse: | D4                            |                                       |                                       |
| Maximale Neigung: | < 15 ‰                        |                                       |                                       |
| Minimaler Radius: | > 190 m                       |                                       |                                       |
| Streckengeschwindigkeit: | 60 km/h                       |                                       |                                       |
| Zugbeeinflussung: | PZB                           |                                       |                                       |
| |                               |                                       |                                       |
| \| \| \| von Frankfurt (Main) \| \| \| \| 0,045 \| Darmstadt-Eberstadt \| Darmstadt-Eberstadt \| \| \| \| nach Heidelberg \| \| \| \| \| Anst Pfungstädter Brauerei Hildebrand \| \| \| \| 1,806 \| Pfungstadt \| Pfungstadt \| |                               |                                       |                                       |
| Strecke |                               | von Frankfurt (Main)                  | von Frankfurt (Main)                  |
| Bahnhof | 0,045                         | Darmstadt-Eberstadt                   | Darmstadt-Eberstadt                   |
| Abzweig geradeaus und nach links |                               | nach Heidelberg                       | nach Heidelberg                       |
| Abzweig geradeaus und ehemals nach links |                               | Anst Pfungstädter Brauerei Hildebrand | Anst Pfungstädter Brauerei Hildebrand |
| Haltepunkt / Haltestelle Streckenende | 1,806                         | Pfungstadt                            | Pfungstadt                            |

Die Pfungstadtbahn ist eine eingleisige Stichstrecke, die von der Bahnstrecke Frankfurt am Main–Heidelberg abzweigt.

## Streckenbeschreibung

### Streckenverlauf
Die Strecke verlässt die Hauptstrecke im Bahnhof Darmstadt-Eberstadt in westlicher Richtung und erreicht ohne weitere, dazwischen liegende Betriebsstellen nach 1,761 km den Haltepunkt Pfungstadt im Osten der gleichnamigen Stadt.

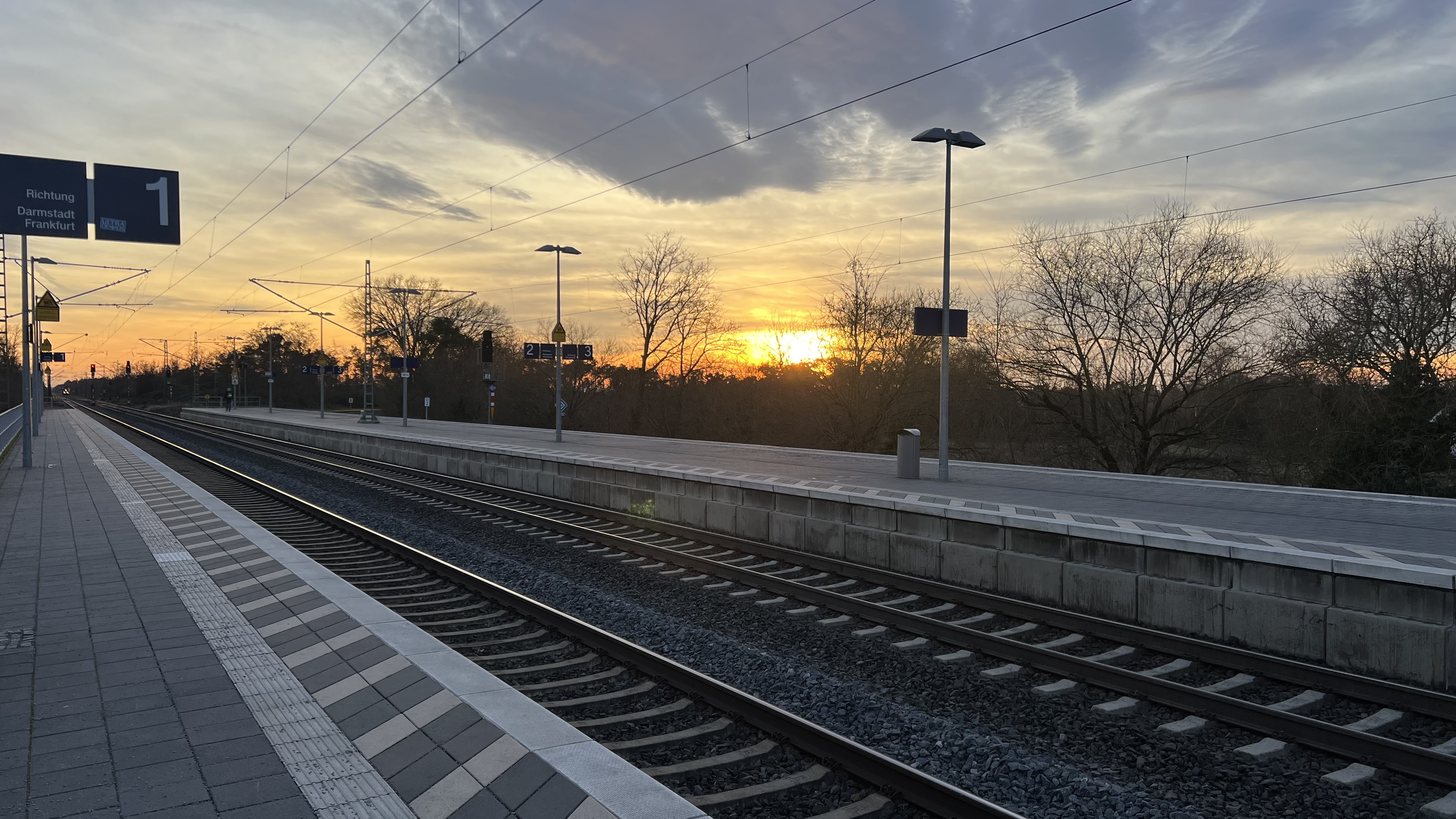
Bahnhof Darmstadt-Eberstadt
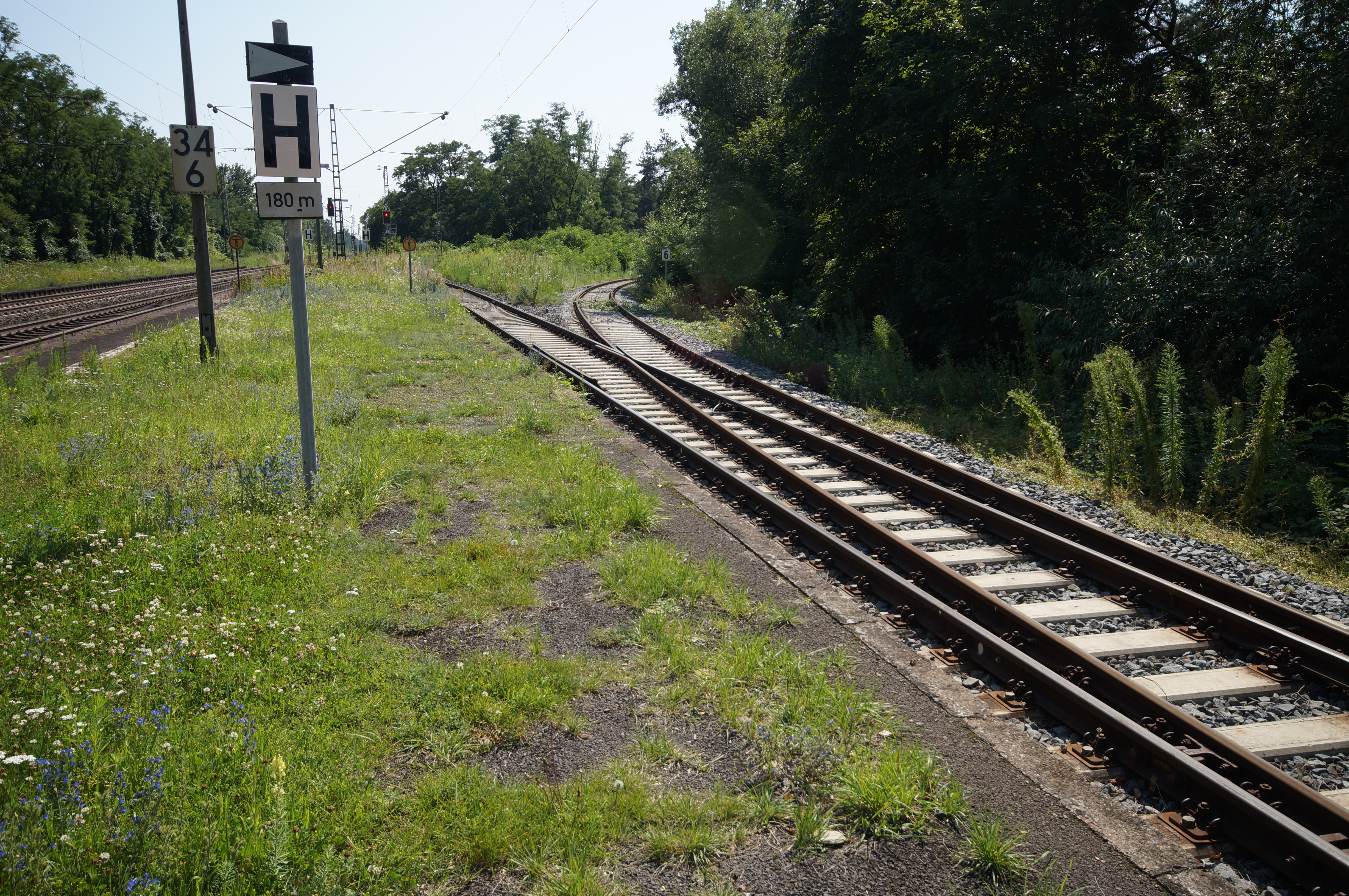
Gleis der Pfungstadtbahn, das in Darmstadt-Eberstadt nach Pfungstadt abzweigt

### Betriebsstellen

#### Pfungstadt

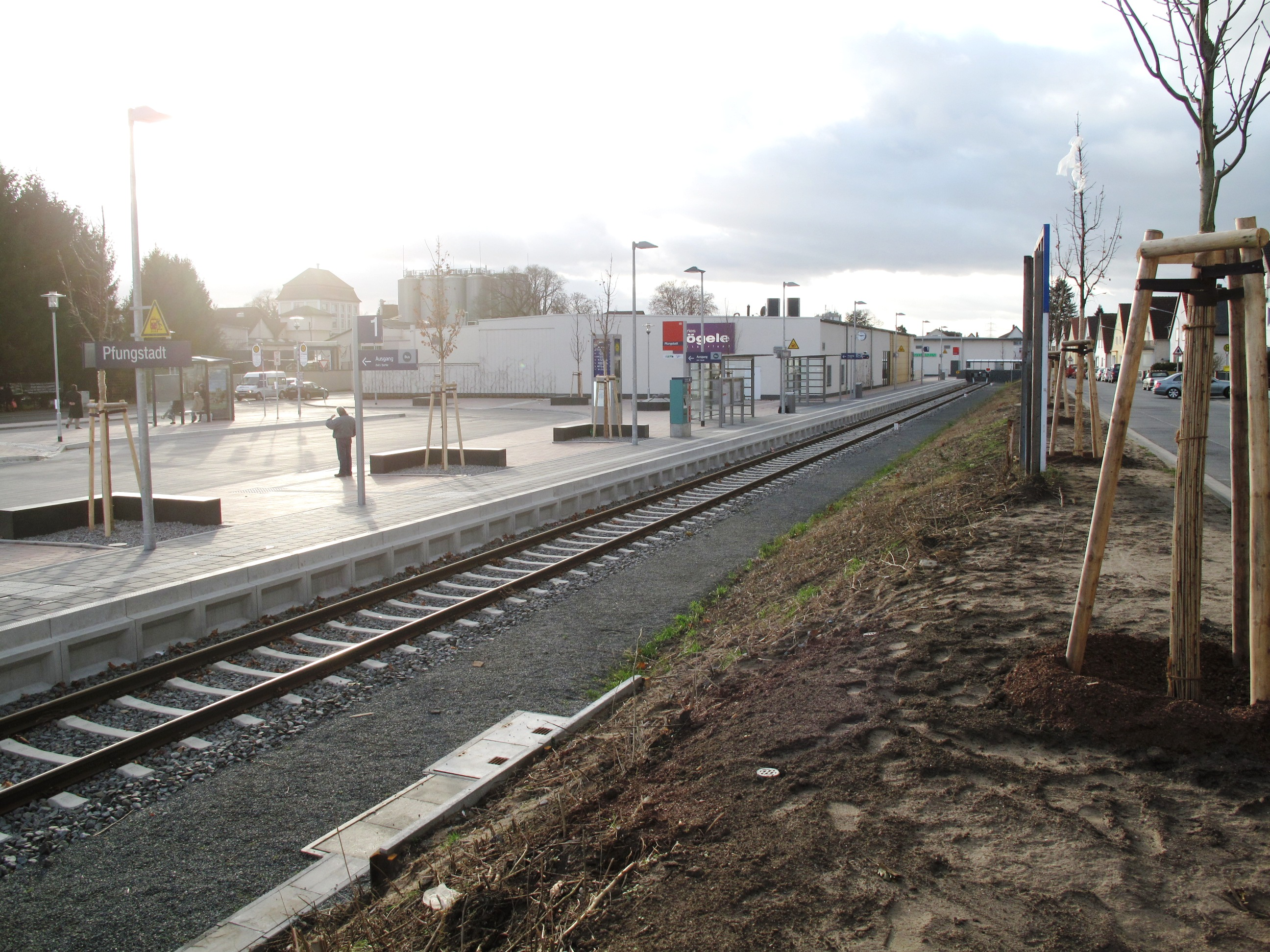
Haltepunkt Pfungstadt im Dezember 2011

Der Bahnhof Pfungstadt (49° 48′ 23″ N, 8° 36′ 29″ O) wurde zeitgleich mit der Bahnstrecke eröffnet. Dies nahm Großherzog Ludwig IV. von Hessen-Darmstadt zum Anlass, Pfungstadt Stadtrechte zu verleihen. Bis Mitte Mai 1930 war der Pfungstadt zugleich Lokomotivbahnhof. Das ursprüngliche Empfangsgebäude wurde nach Einstellung des Personenverkehrs abgerissen.
Für die Reaktivierung wurde auf dem Gelände des historischen Bahnhofs ein Haltepunkt mit einem 140 Meter langen Bahnsteig errichtet. Mittels einer Busbahnhofs und eines Park-and-ride-Parkplatzes wird der Anschluss an den örtlichen Verkehr hergestellt. Von den Gesamtkosten von 2,8 Millionen Euro übernahm das Land Hessen 170.000 Euro, den Rest teilten sich Stadt und Bund.
Der Haltepunkt wird stündlich über Darmstadt Süd und Darmstadt-Eberstadt an den Darmstadt Hauptbahnhof angebunden.

## Geschichte

### Vorgeschichte
Die Pfungstädter Industriellen Wilhelm Büchner (für seine Ultramarinfabrik) und Justus Hildebrand (für seine Pfungstädter Brauerei) forcierten seit Mitte des 19. Jahrhunderts den Bau der Strecke. Verschiedene Trassenalternativen wurden erwogen, so auch die Weiterführung in einem Bogen nach Bickenbach, was aber aus Kostengründen verworfen wurde. Ab 1864 wurde 22 Jahre lang über dieses Projekt diskutiert.
Die Strecke wurde schließlich von den Großherzoglich Hessischen Staatseisenbahnen errichtet. Die Hauptstrecke war damals eine Kondominalbahn unter Verwaltung der Main-Neckar-Eisenbahn-Gesellschaft (MNB). Da für die Staatsbahn ein eigener Betrieb auf der nicht einmal zwei Kilometer langen Strecke unwirtschaftlich war, schloss sie im November 1886 ein Abkommen mit der MNB, wonach die Staatsbahn das Personal im Bahnhof Pfungstadt und das zum Unterhalt und der Sicherung der Eisenbahninfrastruktur stellte, außerdem Lokomotiven und Personenwagen beschaffte. Die MNB dagegen stellte das Fahrpersonal und führte den Fahrbetrieb durch. Dafür erhielt sie 5 % der erzielten Brutto-Einnahmen, mindestens aber 1200 Mark. Tatsächlich überwiesen wurden der MNB von 1887 bis 1893 etwa 1800 Mark, 1895 waren es 3500 Mark.

### Betrieb und Stilllegung
Am 20. Dezember 1886 fand die Einweihung statt, anlässlich derer Pfungstadt die Stadtrechte verliehen erhielt. Die Strecke erwies sich als wirtschaftlicher Erfolg sowohl für die Bahn als auch für den Industriestandort. 1897 ging die Hessische Staatsbahn in der Preußisch-Hessischen Eisenbahngemeinschaft auf, 1902 wurde die MNB als Kondominalbahn aufgelöst und die beteiligten Staaten übernahmen die jeweils in ihrem Land gelegenen Streckenabschnitte. Soweit die ehemalige MNB im Großherzogtum Hessen und in Preußen verlief, kamen diese Strecken nun auch zur Preußisch-Hessischen Eisenbahngemeinschaft. Sowohl die ehemalige MNB-Stammstrecke als auch die Pfungstadtbahn unterstanden nun der preußisch-hessischen Eisenbahn- und späteren Reichsbahndirektion Mainz.
Die Pfungstadtbahn bildete die kürzeste Kursbuchstrecke der Deutschen Reichsbahn. Das Anschlussgleis auf das Gelände der „Blaufabrik“ wurde in den 1930er Jahren demontiert. 1934 wurden Fahrten außerhalb des Hauptverkehrszeiten aufgegeben und Reisende auf die Postbusse der Kraftpost verwiesen.
Am 30. April 1955 wurde der Personenverkehr durch die Deutsche Bundesbahn eingestellt, der Güterverkehr (überwiegend Holz und Zuckerrüben) verblieb noch bis zum 31. Mai 1997. Nach Ende der Zuckerrübenabfuhr Anfang der 1990er Jahre war der nur noch gering. Die Kursbuchstreckennummer bei Einstellung des Personenverkehrs war 315d.

### Wiederinbetriebnahme
Die Darmstadt-Dieburger Nahverkehrsorganisation (DADINA) beschloss, die stillgelegte Strecke wieder in Betrieb zu nehmen und in die Odenwaldbahn zu integrieren. Die zunächst für Dezember 2007 vorgesehene Reaktivierung verzögerte sich wegen notwendiger signaltechnischer Änderungen im Darmstädter Hauptbahnhof und Schwierigkeiten mit einem Bahnübergang in Pfungstadt. Der niveaugleiche Bahnübergang unmittelbar vor dem Streckenende wurde saniert und nicht – wie zwischenzeitlich überlegt – durch eine Unterführung ersetzt oder durch eine Streckenverkürzung überflüssig. Die Kosten für die Reaktivierung der Strecke trugen der Bund und das Land Hessen. Die Gesamtkosten waren mit 7 Mio. Euro angesetzt, davon entfielen allein 4,2 Mio. Euro auf die Herrichtung der 1,8 km langen Strecke durch die DB Netz. Die jährlichen Betriebskosten von geschätzten 900.000 EUR teilen sich der Rhein-Main-Verkehrsverbund (RMV) und die DADINA. Die Inbetriebnahme der Verbindung hat mit dem Fahrplanwechsel 2011/2012 am 11. Dezember 2011 stattgefunden.
Betrieben wird die Strecke durch das Eisenbahnunternehmen Vias, welches auch die in Darmstadt beginnende Odenwaldbahn befährt. Jeder zweite Zug der Odenwaldbahn, der den Darmstädter Hauptbahnhof erreicht, fährt weiter nach Pfungstadt. Allerdings haben diese in Darmstadt zur Anschlussgewährung einen Aufenthalt von etwa 20 Minuten. Die Zwischenkurse pendeln nur zwischen Darmstadt Hbf und Pfungstadt. Beide Linien sind auch fahrplanmäßig getrennt: Während die Odenwaldbahn bei Wiederinbetriebnahme der Pfungstadtbahn als RMV-Linie 65 (inzwischen RB 81 bzw. RE 80) verkehrte, hat die Pfungstadtbahn die Liniennummer 66 erhalten. Im Kursbuch der Deutschen Bahn wird die Strecke unter der Nummer 650.1 geführt.
Die Fahrzeit zwischen Darmstadt Hauptbahnhof und Pfungstadt mit Halten in Darmstadt Süd und Darmstadt-Eberstadt beträgt zwölf Minuten.
Anlässlich einer Bestellung von vier weiteren Triebwagen für die Odenwaldbahn hatte der Rhein-Main-Verkehrsverbund im November 2007 bereits ein zusätzlicher Dieseltriebwagen des Typs Itino für die Verlängerung nach Pfungstadt vorgesehen.
Der Verband Pro Bahn kritisierte den dünnen Takt am Wochenende sowie den frühen Betriebsschluss am Abend als „halbherziges Angebot“.
Während der Generalsanierung der Riedbahn im Jahr 2024 wurde der Verkehr auf der Pfungstadtbahn durch Züge der Linie RB66 vorübergehend eingestellt. Grund dafür waren die temporäre Überlastung der Main-Neckar-Bahn durch den Umleiterverkehr der Riedbahn. Als Ersatz für die ausfallenden Verbindungen wurde auf die Ersatzbuslinie S91 verwiesen, die in ähnlicher Taktlage, jedoch ohne Halt in Darmstadt Süd, verkehrte. Der Haltepunkt Pfungstadt war somit vom 15. Juli 2024 bis 15. Dezember 2024 ohne planmäßigen Zugverkehr.